# Червинский, Григорий Евгеньевич
Григо́рий Евге́ньевич Черви́нский (1853 — после 1917) — член III Государственной думы от Подольской губернии.

## Биография

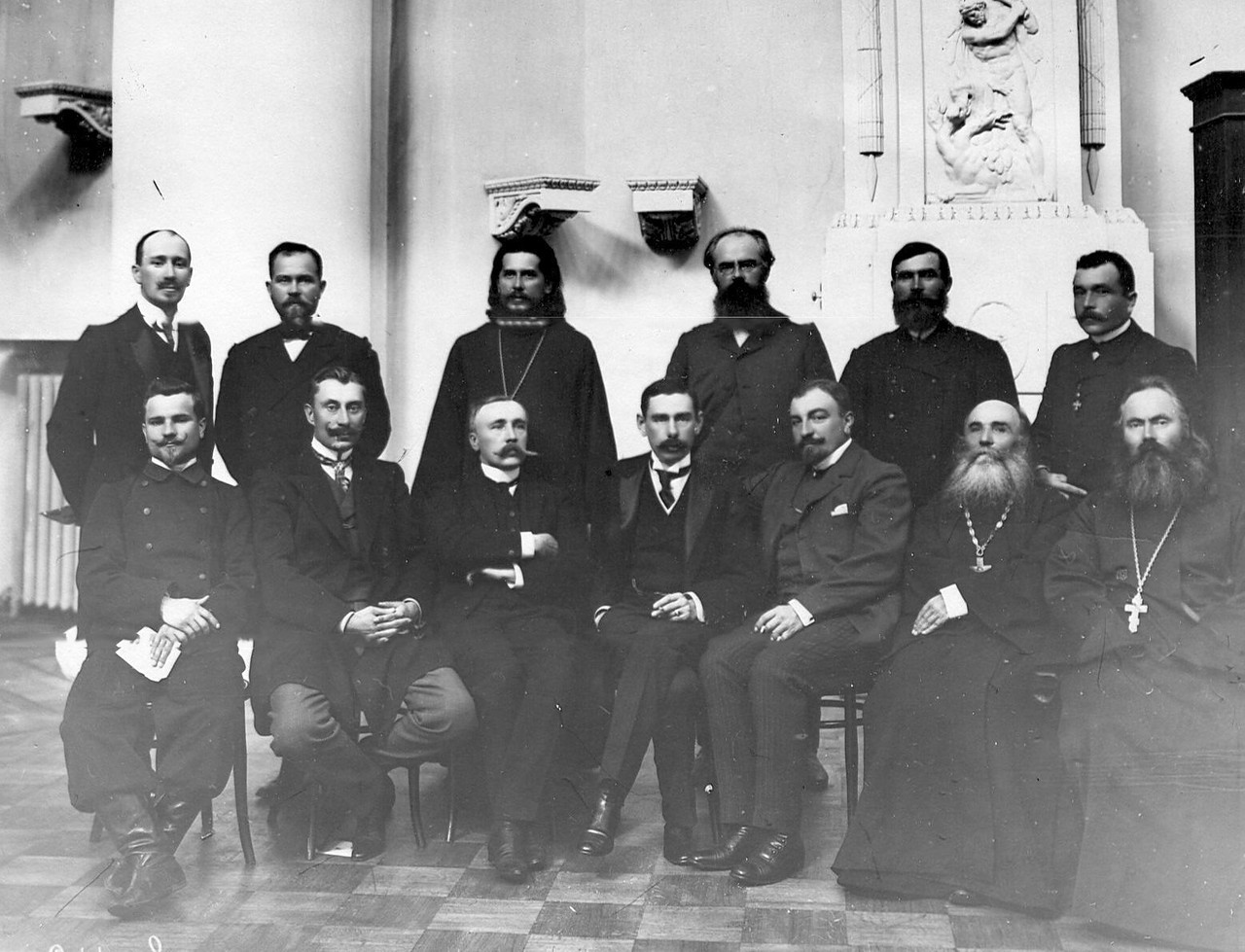
Депутаты Государственной думы Российской империи III созыва, от Подольской губернии. Сидят: Андрийчук Г. А., Потоцкий А. А., Червинский Г. Е., Балашёв П. Н., Гижицкий А. С., Маньковский Г. Т., Сендерко М. И.; стоят: Чихачёв Д. Н., Пахальчак В. К., Подольский В. И., Балаклеев И. И., Николенко П. Е., Галущак С. О.

Православный. Из дворян. Отец владел имением в Полтавской губернии (435 десятин земли).
Окончил 1-ю Киевскую гимназию и юридический факультет Киевского университета со степенью кандидата прав (1879).
Поступил на службу по крестьянским учреждениям в Подольской губернии, в следующем году получил первый классный чин. В течение 18 лет был членом губернского по крестьянским делам присутствия, в течение 15 — членом Подольского отделения Крестьянского поземельного банка. С 1884 года состоял почётным мировым судьёй Каменец-Подольского судебного округа.
В последние годы перед избранием в Думу состоял членом от правительства Подольского губернского по крестьянским делам присутствия. В 1907 году, после устроения Подольской губернской землеустроительной комиссии, исполнял обязанности непременного члена комиссии. Дослужился до чина действительного статского советника (6 декабря 1902).
В октябре 1907 года был избран в члены Государственной думы от Подольской губернии 1-м и 2-м съездами городских избирателей, в декабре вышел в отставку со службы. Входил во фракцию умеренно-правых, с 3-й сессии — в русскую национальную фракцию. Состоял председателем чиншевой комиссии, товарищем председателя комиссий: бюджетной и по упразднению пастбищных и лесных сервитутов в губерниях западных и белорусских. Был членом и докладчиком многих других комиссий.
В декабре 1913 года вернулся на службу. В 1914 состоял непременным членом по поземельным и переселенческим делам при Черниговском губернаторе присутствия, с 1915 года — непременным членом Херсонского губернского присутствия.
Судьба после 1917 года неизвестна. Был вдовцом.

## Награды
- Орден Святого Станислава 2-й ст. (1893);
- Орден Святой Анны 2-й ст. (1895);
- Орден Святого Владимира 3-й ст. (1906);
- Орден Святого Станислава 1-й ст. (1907).
- медаль «В память царствования императора Александра III»;
- медаль «За труды по первой всеобщей переписи населения» (1897);
- медаль «В память 300-летия царствования дома Романовых» (1913).

## Сочинения
- Воспоминания. (1865—1871 гг.) // Столетие Киевской первой гимназии. — Т. 1. — Киев, 1911.